# Quercus laevis
Espèce
Classification phylogénétique
Répartition géographique
Quercus laevis est une espèce d'arbres ou d'arbustes du sous-genre Quercus et de la section Lobatae. L'espèce est présente aux États-Unis.